# Jelšovce
Jelšovce – wieś i gmina (obec) w powiecie Nitra, w kraju nitrzańskim na Słowacji. Znajduje się na Nizinie Naddunajskiej, w kierunku na północ od miasta Nitra. Miejscowość położona jest przy drodze nr 1 nad prawym brzegiem rzeki Nitra. 